# Avlusare
En avlusare (engelska: debugger) är ett programmeringsverktyg som används för att undersöka ett datorprogram under körning. Det primära användningsområdet är som hjälpmedel vid felsökning.
Med en vanlig avlusare går det vanligtvis att stoppa programmet under körning för att till exempel inspektera värdet på programvariabler och minnesinnehåll på olika minnesadresser, eller kanske för att fortsätta programmet stegvis. Mekanismer för att ändra värden innan man fortsätter körningen är också vanliga.
Avlusare kan antingen vara fristående program, eller en del av större programutvecklingssystem. I sådana fall kan det också vara möjligt att kompilera om delar av koden, utan att starta om sin avlusningssession. Detta kan vara extra användbart om felet som studeras uppträder sällan eller är svårt att återskapa.
Speciella lägen/verktyg kan även finnas för avlusning av kärnor och för att analysera lagrade filer med minnesinnehållet från en krasch, "post mortem"-analys.